# Saneamiento de piscinas

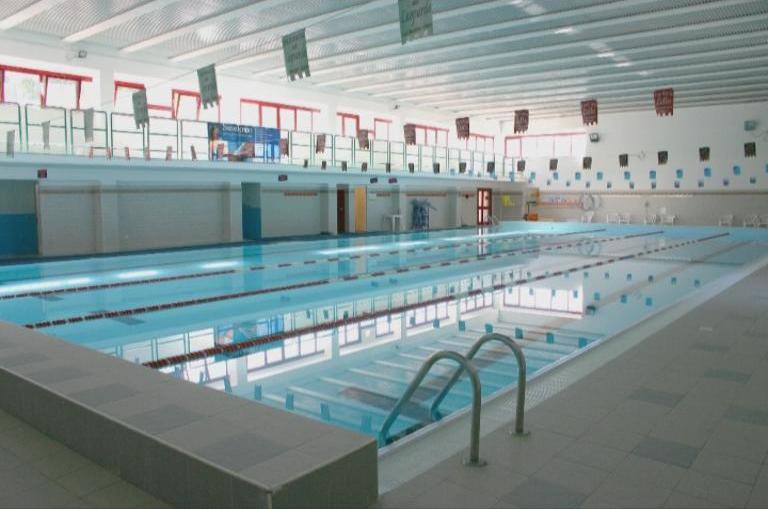
Piscina pública

El saneamiento de piscinas es el proceso de garantizar condiciones saludables en  en piscinas, spa, jacuzzis, etc., y lugares similares, como baños y duchas públicas  Se necesita un saneamiento adecuado para mantener la claridad visual del agua y prevenir la a calidad del agua y prevenir la propagación y el brote de enfermedades infecciosas transmitidas por el agua

## Necesidad
En las piscinas, los contaminantes se liberan de fuentes ambientales y la natación afecta principalmente a las piscinas al aire libre. Los contaminantes ambientales incluyen suciedad, escombros, agua proveniente de fuentes insalubres, la lluvia contiene esporas y heces de microalgas de aves que pueden albergar gérmenes que causan enfermedades, solo la piscina cubierta es relativamente segura. Los contaminantes transmitidos por los nadadores pueden afectar significativamente el funcionamiento de las piscinas cubiertas y al aire libre. Las fuentes incluyen microorganismos de nadadores infectados y secreciones corporales como sudor, cosméticos, protector solar, orina, saliva y heces . Además, la interacción entre los desinfectantes y los contaminantes del agua de la piscina puede crear una mezcla de cloraminas y posiblemente sustancias dañinas.
Los contaminantes patógenos son la mayor preocupación en las piscinas. Los patógenos de salud pública que pueden estar presentes en las piscinas incluyen virus, bacterias, protozoos y hongos . La diarrea es la enfermedad más común asociada con contaminantes patógenos, mientras que otras enfermedades están asociadas con piscinas no tratadas. Otras enfermedades que comúnmente ocurren en piscinas de mala calidad incluyen infecciones de oído, erupciones en la piel e infecciones respiratorias.

## Métodos

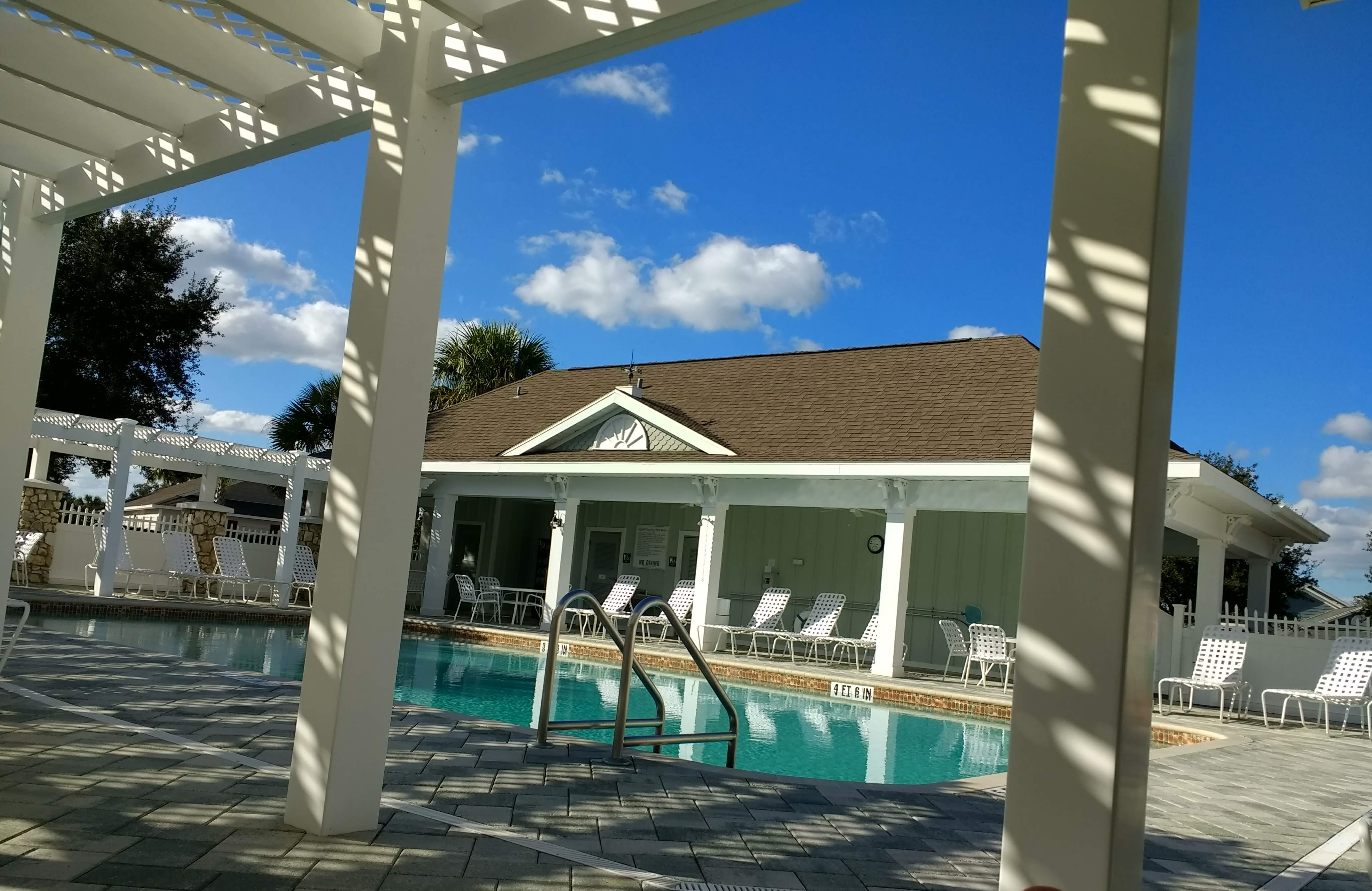
Una piscina de agua salada con cloración salina en The Villages, Florida

Se emplean dos métodos distintos y separados en el saneamiento de una piscina. El sistema de filtración elimina los desechos orgánicos diariamente mediante el uso de cestas de tamiz dentro del desnatador y la bomba de circulación y la unidad de arena con una instalación de retrolavado para eliminar fácilmente los desechos orgánicos de la circulación del agua. La desinfección, normalmente en forma de ácido hipocloroso (HClO), elimina los microorganismos infecciosos. 
La contaminación se puede minimizar practicando una buena higiene para los nadadores, como ducharse antes de nadar, no permitir nadar a los niños que nadan con trastornos intestinales .La prevención de la introducción de contaminantes de la piscina, patógenos y no patógenos, en las piscinas son tratamientos efectivos que son necesarios para abordar los contaminantes en el agua de la piscina.

## Pautas
La Organización Mundial de la Salud ha publicado pautas internacionales para la seguridad de las piscinas y entornos similares de aguas recreativas, incluidas las normas para minimizar los peligros microbianos y químicos. Los Centros para el Control y la Prevención de Enfermedades de los Estados Unidos también brindan información sobre el saneamiento de piscinas y enfermedades relacionadas con el agua para profesionales de la salud y el público.
Las principales organizaciones que brindan certificaciones para operadores y técnicos de piscinas y spas son la Fundación Nacional de Piscinas y la Asociación de Profesionales de Piscinas y Spas. Las certificaciones son aceptadas por muchos departamentos de salud estatales y locales.

## Contaminantes y enfermedades
Los contaminantes de las piscinas provienen de fuentes ambientales y de los bañistas. Los contaminantes ambientales, que afectan principalmente a las piscinas al aire libre, incluyen suciedad y escombros arrastrados por el viento, agua entrante de fuentes insalubres, lluvia que contiene esporas de algas microscópicas y excrementos de aves que posiblemente albergan patógenos causantes de enfermedades. Las piscinas cubiertas son menos susceptibles a los contaminantes ambientales.
Los contaminantes introducidos por los nadadores pueden influir drásticamente en el funcionamiento de las piscinas cubiertas y al aire libre. Los contaminantes incluyen microorganismos de nadadores infectados y aceites corporales que incluyen sudor, cosméticos, bronceadores, orina, saliva y materia fecal ; por ejemplo, los investigadores estimaron que las piscinas contienen, en promedio, de 30 a 80 ml de orina por cada persona que usa la piscina. Además, la interacción entre los desinfectantes y los contaminantes del agua de la piscina puede producir una mezcla de cloraminas y otros subproductos de la desinfección . La revista Environmental Science & Technology informó que el sudor y la orina reaccionan con el cloro y producen tricloramina y cloruro de cianógeno, dos sustancias químicas peligrosas para la salud humana.  Las nitrosaminas son otro tipo de subproductos de la desinfección que son motivo de preocupación como peligro potencial para la salud. 
El acesulfame de potasio se usa ampliamente en la dieta humana y se excreta por los riñones. Los investigadores lo han utilizado como marcador para estimar el grado en que las piscinas están contaminadas con orina. Se estimó que una piscina de tamaño comercial de 220.000 galones contendría unos 20 galones de orina, equivalente a unos 2 galones de orina en una piscina residencial típica.
Los contaminantes patógenos son de gran preocupación en las piscinas, ya que se han asociado con numerosas enfermedades del agua recreativa (RWI, por sus siglas en inglés). Los patógenos de salud pública pueden estar presentes en las piscinas como virus, bacterias, protozoos y hongos . La diarrea es la enfermedad más comúnmente reportada asociada con contaminantes patógenos, mientras que otras enfermedades asociadas con piscinas no tratadas son la criptosporidiosis y la giardiasis . Otras enfermedades que ocurren comúnmente en piscinas mal mantenidas incluyen otitis externa, comúnmente llamada oído de nadador, erupciones en la piel e infecciones respiratorias.

## Mantenimiento e higiene

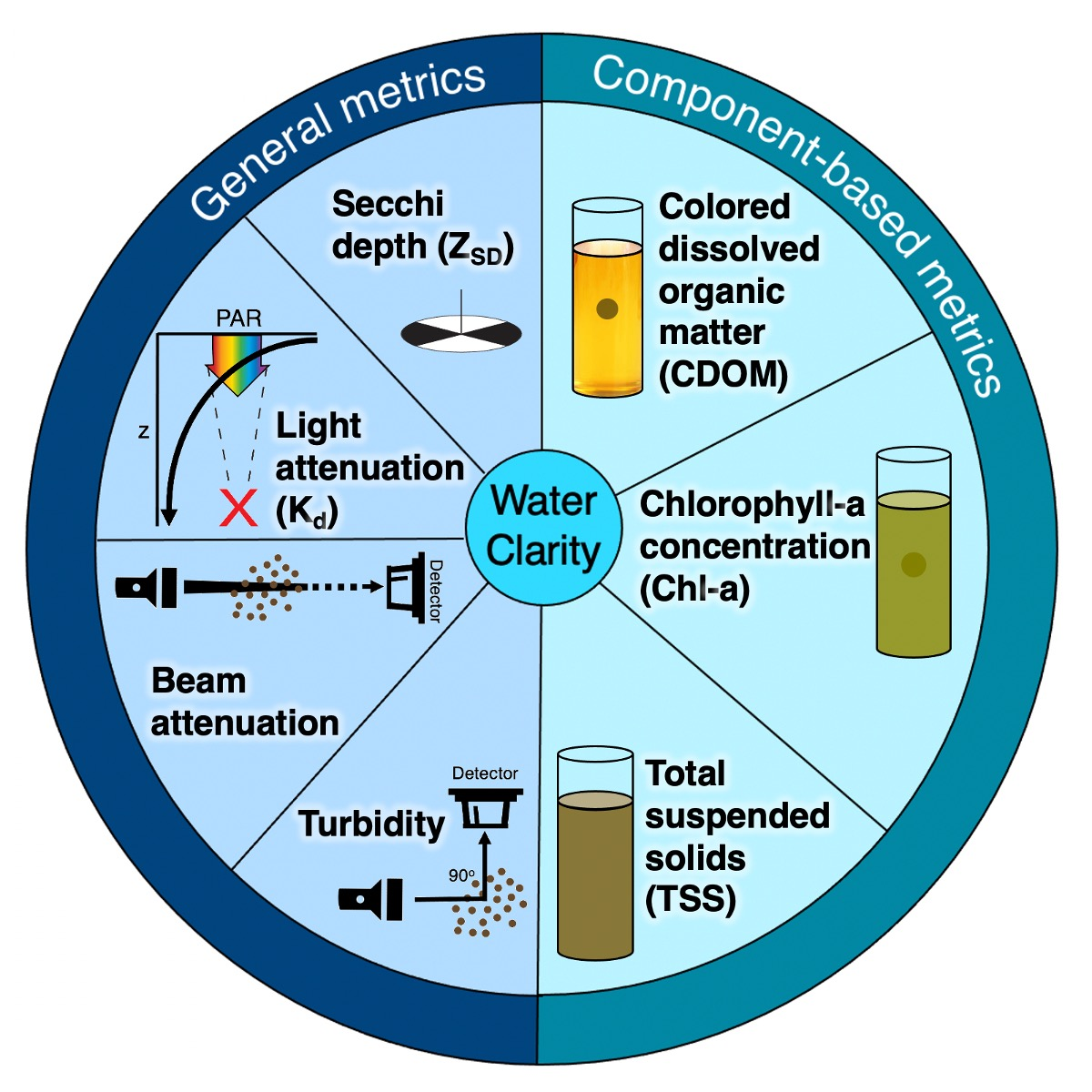
Métricas utilizadas para medir la claridad del agua.

La contaminación se puede minimizar con buenas prácticas de higiene de los nadadores, como ducharse antes y después de nadar, y no dejar nadar a los niños con trastornos intestinales. Se necesitan tratamientos efectivos para abordar los contaminantes en el agua de la piscina porque, en la práctica, es imposible prevenir la introducción de contaminantes de la piscina, patógenos y no patógenos, en las piscinas.
Un sistema de filtración y recirculación de piscina bien mantenido y que funcione correctamente es la primera barrera, que combate los contaminantes lo suficientemente grandes como para ser filtrados. La eliminación rápida de estos contaminantes filtrables reduce el impacto en el sistema de desinfección, lo que limita la formación de cloraminas, restringe la formación de subproductos de la desinfección y optimiza la eficacia del saneamiento. Para matar patógenos y ayudar a prevenir enfermedades en el agua recreativa, los operadores de piscinas deben mantener niveles adecuados de cloro u otro desinfectante.
Con el tiempo, el calcio del agua municipal tiende a acumularse, formando depósitos de sal en las paredes y equipos de la piscina (filtros, bombas), reduciendo su eficacia. Por lo tanto, se recomienda vaciar completamente la piscina y volver a llenarla con agua dulce o reciclar el agua de la piscina existente mediante ósmosis inversa . La ventaja de este último método es que se puede reutilizar el 90% del agua.
Los operadores de piscinas también deben almacenar y manipular los productos químicos de limpieza y saneamiento de manera segura.

## Prevención de enfermedades en piscinas y spas
La prevención de enfermedades debe ser la máxima prioridad en todos los programas de gestión de la calidad del agua para los operadores de piscinas y spas. La desinfección es fundamental para protegerse contra los patógenos, y se gestiona mejor a través de la supervisión y el mantenimiento de rutina del equipo de alimentación de productos químicos para garantizar niveles químicos óptimos de acuerdo con las reglamentaciones estatales y locales.
Los parámetros químicos incluyen los niveles de desinfectante de acuerdo con las instrucciones de la etiqueta del pesticida regulado. El pH debe mantenerse entre 7,2 y 7,8. Las lágrimas humanas tienen un pH de 7,4, por lo que es un punto ideal para montar una piscina. La mayoría de las veces, es el pH inadecuado y no el desinfectante el responsable de irritar la piel y los ojos de los nadadores.
La alcalinidad total debe ser de 80 a 120 ppm y la dureza del calcio entre 200 y 400 ppm.
Un buen comportamiento higiénico en las piscinas también es importante para reducir los factores de riesgo para la salud en piscinas y spas. Ducharse antes de nadar puede reducir la introducción de contaminantes en la piscina, y ducharse nuevamente después de nadar ayudará a eliminar cualquier contaminante que pueda haber sido recogido por el nadador.
Las personas con diarrea u otras enfermedades de gastroenteritis no deben nadar dentro de las 2 semanas posteriores a un brote, especialmente los niños. Cryptosporidium es resistente al cloro.
Para minimizar la exposición a patógenos, los nadadores deben evitar que les entre agua en la boca y nunca deben tragar agua de piscinas o spas.

## Estándares
Mantener una concentración eficaz de desinfectante es de vital importancia para garantizar la seguridad y la salud de los usuarios de piscinas y spas. Cuando se utiliza cualquiera de estos productos químicos para piscinas, es muy importante mantener el pH de la piscina en el rango de 7,2 a 7,8. – según el índice de saturación de Langelier, o de 7,8 a 8,2 – según el Índice de Hamilton; Un pH más alto reduce drásticamente el poder desinfectante del cloro debido a la reducción del potencial de oxidación-reducción (ORP), mientras que un pH más bajo causa molestias al bañista, especialmente en los ojos. Sin embargo, de acuerdo con el Índice de Hamilton, un pH más alto puede reducir el consumo innecesario de cloro sin dejar de ser efectivo para prevenir el crecimiento de algas y bacterias.
Para ayudar a garantizar la salud de los bañistas y proteger el equipo de la piscina, es esencial realizar un monitoreo de rutina de los factores de calidad del agua (o "parámetros") de manera regular. Este proceso se convierte en la esencia de un programa óptimo de gestión de la calidad del agua.

## Sistemas y métodos de desinfección.

### Métodos de cloro y bromo

Modelo atómico del cloro

Los oxidantes convencionales a base de halógeno, como el cloro y el bromo, son desinfectantes primarios convenientes y económicos para piscinas y proporcionan un nivel residual de desinfectante que permanece en el agua. Los compuestos que liberan cloro son los más populares y se usan con frecuencia en piscinas, mientras que los compuestos que liberan bromo han encontrado una mayor popularidad en spas y jacuzzis. Ambos son miembros del grupo de los halógenos con capacidad demostrada para destruir y desactivar una amplia gama de bacterias y virus potencialmente peligrosos en piscinas y spas. Ambos exhiben tres elementos esenciales como desinfectantes ideales de primera línea de defensa para piscinas y spas: actúan rápidamente y son duraderos, son alguicidas efectivos y oxidan los contaminantes no deseados.
Las piscinas se pueden desinfectar con una variedad de compuestos que liberan cloro. El más básico de estos compuestos es el cloro molecular (Cl 2 ); sin embargo, su aplicación es principalmente en grandes piscinas públicas comerciales. Las formas inorgánicas de compuestos liberadores de cloro que se usan con frecuencia en piscinas residenciales y públicas incluyen hipoclorito de sodio comúnmente conocido como lejía líquida o simplemente lejía, hipoclorito de calcio e hipoclorito de litio . Los residuos de cloro del Cl 2 y los compuestos inorgánicos que liberan cloro se descomponen rápidamente a la luz del sol . Para extender su utilidad desinfectante y persistencia en ambientes al aire libre, las piscinas tratadas con una o más de las formas inorgánicas de compuestos liberadores de cloro pueden complementarse con ácido cianúrico – un agente estabilizador granular capaz de extender la vida media residual del cloro activo  de cuatro a seis veces (t ½ ).

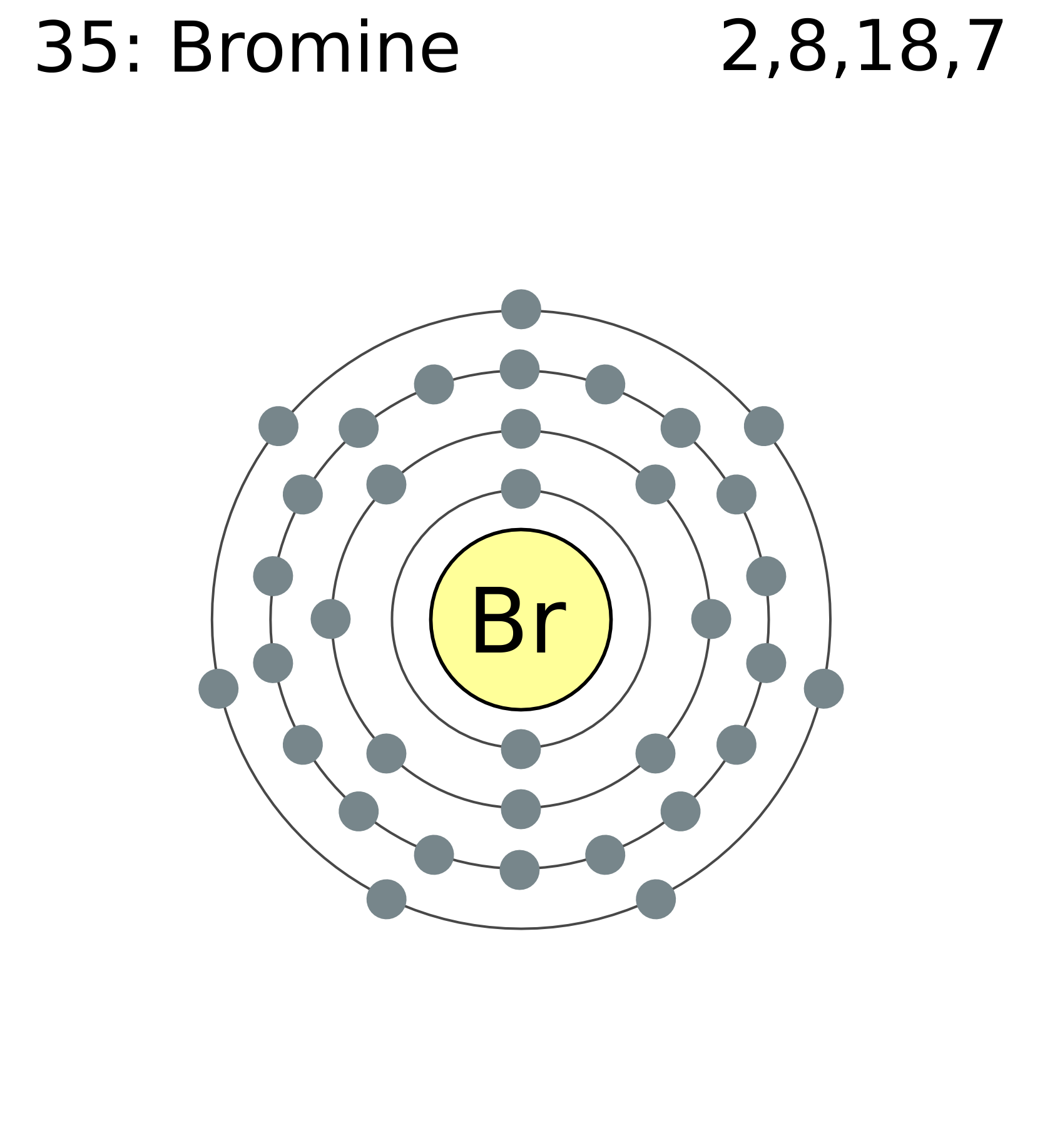
Modelo atómico del bromo

Los isocianuratos clorados, una familia de compuestos orgánicos liberadores de cloro, se estabilizan para evitar la degradación por rayos ultravioleta debido a la presencia de cianurato como parte de su columna vertebral química. Estos se venden comúnmente para uso general en pequeñas piscinas de verano, donde se espera que el agua se use durante solo unos meses y se espera que se rellene regularmente con agua fresca, debido a la evaporación y la pérdida por salpicadura. Es importante cambiar el agua con frecuencia, de lo contrario, los niveles de ácido cianúrico se acumularán más allá del punto en el que funciona el mecanismo. El exceso de cianuratos en realidad funcionará a la inversa e inhibirá el cloro. Al principio se puede notar un valor de pH del agua que baja constantemente. El crecimiento de algas puede volverse visible, aunque las pruebas de cloro muestren niveles suficientes.
El cloro que reacciona con la urea en la orina y otros desechos que contienen nitrógeno de los bañistas puede producir cloraminas . Las cloraminas generalmente ocurren cuando se usa una cantidad insuficiente de cloro para desinfectar una piscina contaminada. Las cloraminas son generalmente responsables del olor nocivo e irritante que se presenta de manera prominente en las piscinas cubiertas. Una forma común de eliminar las cloraminas es "superclorar" (comúnmente llamado "choque") la piscina con una dosis alta de cloro inorgánico suficiente para liberar 10 ppm de cloro. La supercloración periódica (cada dos semanas en verano) ayuda a eliminar estos malos olores de la piscina. Los niveles de cloraminas y otros compuestos volátiles en el agua se pueden minimizar reduciendo los contaminantes que conducen a su formación (p. ej., urea, creatinina, aminoácidos y productos para el cuidado personal), así como mediante el uso de "oxidantes de choque" sin cloro, como el peroximonosulfato de potasio.
La tecnología UV de media presión se utiliza para controlar el nivel de cloraminas en piscinas cubiertas. También se utiliza como una forma secundaria de desinfección para combatir los patógenos tolerantes al cloro. Un sistema UV del tamaño adecuado y con el mantenimiento adecuado debería eliminar la necesidad de aplicar descargas de cloraminas, aunque las descargas aún se utilizarían para abordar un accidente fecal en la piscina. Los rayos UV no reemplazan al cloro, pero se usan para controlar el nivel de cloraminas, que son responsables del olor, la irritación y la corrosión mejorada en una piscina cubierta.

### Sistema de iones de cobre
Los sistemas de iones de cobre utilizan una corriente eléctrica a través de barras de 0,500 g (cobre sólido o una mezcla de cobre y 0,100 g o plata ) para liberar iones de cobre en el flujo de agua de la piscina para matar organismos como las algas en el agua y proporcionar un "residual" en el agua. Los sistemas alternativos también usan placas de titanio para producir oxígeno en el agua para ayudar a degradar los compuestos orgánicos .

## Bombas de agua
Una bomba de agua operada eléctricamente es el principal motivador en la recirculación del agua de la piscina. El agua se fuerza a través de un filtro y luego se devuelve a la piscina. El uso de una bomba de agua por sí solo a menudo no es suficiente para desinfectar completamente una piscina. Las bombas de piscinas comerciales y públicas suelen funcionar las 24 horas del día durante toda la temporada de funcionamiento de la piscina. Las bombas de piscinas residenciales suelen funcionar durante 4 horas al día en invierno (cuando la piscina no está en uso) y hasta 24 horas en verano. Para ahorrar costos de electricidad, la mayoría de las piscinas hacen funcionar las bombas de agua entre 6 y 12 horas en verano y la bomba está controlada por un temporizador electrónico.
La mayoría de las bombas para piscinas disponibles en la actualidad incorporan una pequeña canasta de filtro como último esfuerzo para evitar que la contaminación por hojas o cabello llegue a la sección del impulsor de tolerancia estrecha de la bomba.

## Unidades de filtro

### Arena
Un filtro de arena alimentado a presión generalmente se coloca en línea inmediatamente después de la bomba de agua. El filtro generalmente contiene un medio como arena graduada (llamada '14/24 Filter Media' en el sistema del Reino Unido de clasificación del tamaño de la arena tamizándola a través de una fina malla de alambre de latón de 14 a la pulgada (5,5 por centímetro) a 24 a la pulgada (9,5 por cm)). Un filtro de arena alimentado a presión se denomina filtro de arena de "alta velocidad" y, por lo general, filtrará agua turbia con partículas de un tamaño no inferior a 10 micrómetros . El tipo de filtro rápido de arena se 'lava a contracorriente' periódicamente ya que los contaminantes reducen el flujo de agua y aumentan la contrapresión. Indicado por un manómetro en el lado de presión del filtro que alcanza el área de la 'línea roja', se alerta al propietario de la piscina sobre la necesidad de 'retrolavar' la unidad. La arena en el filtro generalmente durará de cinco a siete años antes de que todos los "bordes ásperos" se desgasten y la arena más apretada ya no funcione como se esperaba.<. La filtración recomendada para piscinas públicas/comerciales es de 1 tonelada de arena por cada 100 000 litros de agua (10 onzas promedio por pie cúbico de agua) [7,48 galones estadounidenses o 6,23 galones británicos].
A principios de la década de 1900 se introdujo otro tipo de filtro de arena: el filtro de 'arena rápida', mediante el cual se bombeaba agua a la parte superior de un tanque de gran volumen (3' 0" o más cúbicos) (1 yarda cúbica/200 galones estadounidenses/170 galones británicos/770 litros) que contenía arena de grado de filtro y regresaba a la piscina a través de una tubería en el fondo del tanque. Como no hay presión dentro de este tanque, también se los conocía como "filtros de gravedad". Este tipo de filtros no son muy efectivos, y ya no son comunes en las piscinas domésticas, siendo reemplazados por el filtro de tipo alimentado a presión.

### Tierra de diatomeas
Algunos filtros usan tierra de diatomeas para ayudar a filtrar los contaminantes. Comúnmente conocidos como filtros 'DE', exhiben capacidades de filtración superiores. A menudo, un filtro DE atrapará contaminantes transportados por el agua tan pequeños como 1 micrómetro. Los filtros de DE están prohibidos en algunos estados, ya que deben vaciarse periódicamente y los medios contaminados deben tirarse por el alcantarillado, lo que causa un problema en los sistemas de alcantarillado de algunos distritos.
A partir de 2020, varias empresas producen filtros de medios regenerativos, a veces llamados filtros de medios de precapa, que utilizan perlita como medio de filtración en lugar de tierra de diatomeas. A partir de 2021, la perlita puede desecharse de forma segura por el alcantarillado y está aprobada y listada por la NSF para su uso en los Estados Unidos.

#### Filtros de cartucho
Otros medios filtrantes que se han introducido en el mercado de piscinas residenciales desde 1970 incluyen partículas de arena y filtros de cartucho tipo papel con un área de filtro dispuesta en un paquete compacto de 12" de diámetro x 24" de largo (300 mm x 600 mm) Cartucho circular en forma de acordeón. Estas unidades se pueden 'conectar en cadena' para filtrar colectivamente piscinas domésticas de casi cualquier tamaño. Los cartuchos generalmente se limpian sacándolos del cuerpo del filtro y lavándolos con una manguera a través de una conexión de alcantarillado . Son populares donde no se permite que el agua retrolavada de un filtro de arena se descargue o vaya al acuífero .

#### Limpiafondos automáticos para piscinas

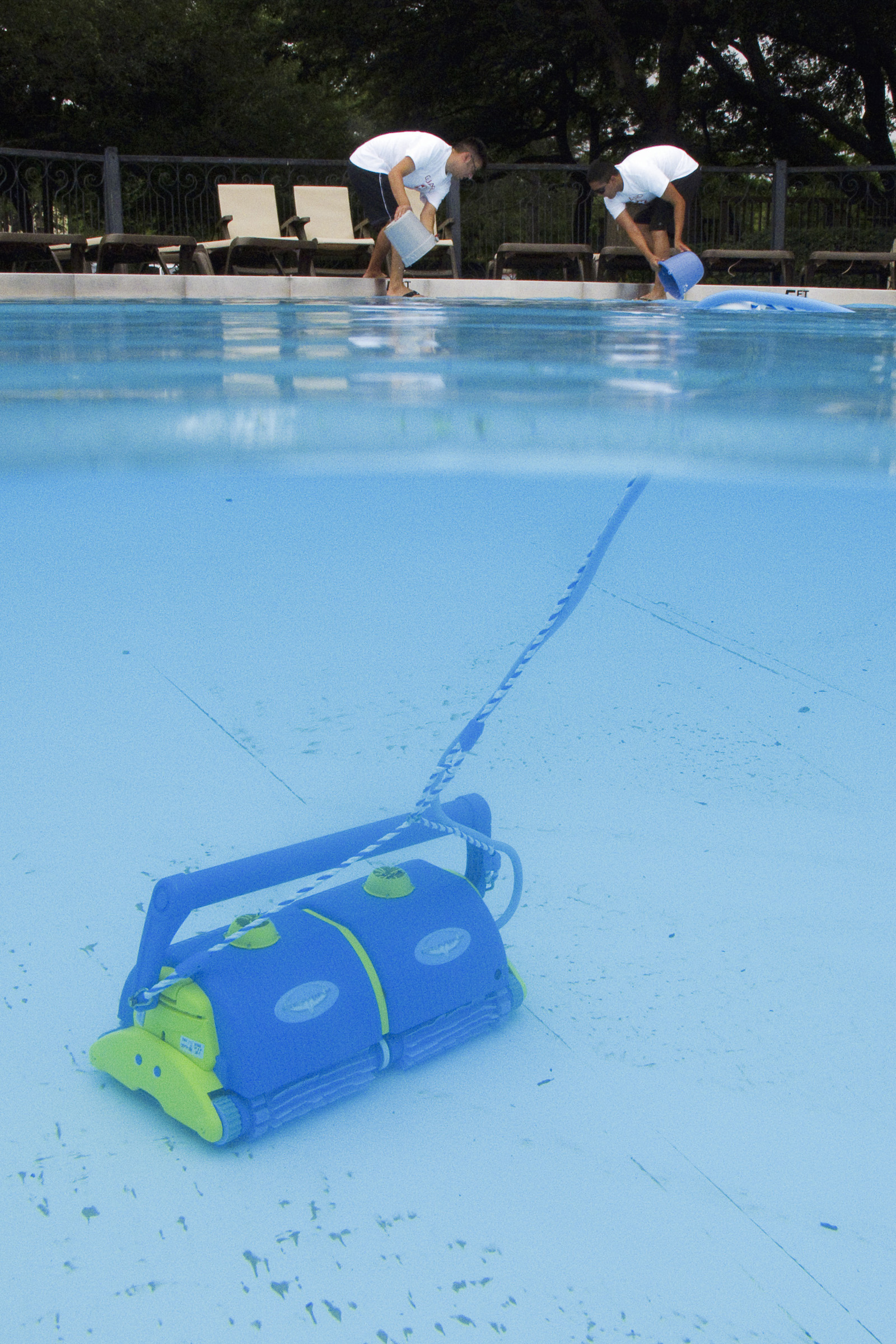
limpiafondos automático para piscinas

Los limpiadores automáticos de piscinas, más comúnmente conocidos como "limpiadores automáticos de piscinas" y, en particular, los limpiadores de piscinas robóticos y eléctricos proporcionan una medida adicional de filtración y, de hecho, al igual que las aspiradoras de mano, pueden microfiltrar una piscina, algo que un filtro de arena sin floculación o coagulantes no puede lograr.
Estos limpiafondos son independientes del filtro principal y el sistema de bomba de la piscina y funcionan con una fuente de electricidad separada, generalmente en forma de un transformador fijo que se mantiene al menos 10 pies (3 m) del agua de la piscina, a menudo en la cubierta de la piscina. Tienen dos motores internos: uno para aspirar agua a través de una bolsa de filtro autónoma y luego devolver el agua filtrada a alta velocidad al agua de la piscina, y otro que es un motor de accionamiento conectado a orugas de goma o sintéticas similares a las de un tractor y "cepillos" conectados por bandas de goma o plástico a través de un eje de metal. Los cepillos, que se asemejan a rodillos de pintura, están ubicados en la parte delantera y trasera de la máquina y ayudan a eliminar las partículas contaminantes del piso de la piscina, las paredes y, en algunos diseños, incluso los escalones de la piscina (según el tamaño y la configuración). También dirigen las partículas hacia la bolsa de filtro interna.

#### Otros sistemas
Las unidades de cloración salina, los sistemas electrónicos de oxidación, los sistemas de ionización, los sistemas de desinfección microbiana con lámpara ultravioleta y los "Tri-Clor Feeders" son otros sistemas independientes o auxiliares  de los skimmers para el saneamiento de piscinas.

#### Dilución consecutiva
Se dispone un sistema de dilución consecutiva para retirar los residuos orgánicos por etapas después de su paso por el skimmer. La materia de desecho queda atrapada dentro de uno o más tamices de cesta de skimmer secuenciales, cada uno con una malla más fina para diluir aún más el tamaño del contaminante. La dilución aquí se define como la acción de hacer algo más débil en fuerza, contenido o valor.
La primera cesta se coloca muy cerca de la boca del skimmer. El segundo está conectado a la bomba de circulación. Aquí el 25% del agua extraída del desagüe principal en el fondo de la piscina se encuentra con el 75% extraída de la superficie. La cesta del tamiz de la bomba de circulación es de fácil acceso para el mantenimiento y debe vaciarse diariamente. El tercer tamiz es la unidad de arena. Aquí los residuos orgánicos más pequeños que se han deslizado por los tamices anteriores quedan atrapados por la arena.
Si no se eliminan con regularidad, los desechos orgánicos continuarán descomponiéndose y afectando la calidad del agua. El proceso de dilución permite eliminar fácilmente los residuos orgánicos. En última instancia, el tamiz de arena se puede lavar a contracorriente para eliminar los desechos orgánicos atrapados más pequeños que, de lo contrario, filtran amoníaco y otros compuestos en el agua recirculada. Estos solutos adicionales finalmente conducen a la formación de subproductos de desinfección (DBP). Las cestas de tamiz se quitan fácilmente todos los días para su limpieza, al igual que la unidad de arena, que debe lavarse a contracorriente al menos una vez a la semana. Un sistema de dilución consecutiva perfectamente mantenido reduce drásticamente la acumulación de cloraminas y otros DBP. El agua devuelta a la piscina debe haber sido limpiada de todos los desechos orgánicos de más de 10 micrones de tamaño.

#### Desinfectantes minerales
Los desinfectantes minerales para piscinas y spas utilizan minerales, metales o elementos derivados del entorno natural para producir beneficios en la calidad del agua que, de otro modo, se producirían con productos químicos agresivos o sintéticos.
Las empresas no pueden vender un desinfectante mineral en los Estados Unidos a menos que se haya registrado en la Agencia de Protección Ambiental de los Estados Unidos (EPA). Actualmente, dos desinfectantes minerales están registrados en la EPA: uno es una sal de plata con un mecanismo de liberación controlada que se aplica a los gránulos de carbonato de calcio que ayudan a neutralizar el pH; el otro utiliza una forma coloidal de plata liberada en el agua a partir de cuentas de cerámica. 
La tecnología mineral aprovecha las cualidades de limpieza y filtración de sustancias comunes. La plata y el cobre son sustancias oligodinámicas bien conocidas que son eficaces para destruir patógenos . Se ha demostrado que la plata es eficaz contra bacterias, virus, protozoos y hongos dañinos . El cobre es ampliamente utilizado como algicida . La alúmina, derivada de los aluminatos, filtra materiales perjudiciales a nivel molecular y se puede utilizar para controlar la tasa de entrega de metales deseables como el cobre. Trabajando a través del sistema de filtración de la piscina o spa, los desinfectantes minerales usan combinaciones de estos minerales para inhibir el crecimiento de algas y eliminar contaminantes.
A diferencia del cloro o el bromo, los metales y minerales no se evaporan y no se degradan. Los minerales pueden hacer que el agua sea notablemente más blanda y, al reemplazar los productos químicos agresivos en el agua, reducen la posibilidad de ojos rojos, piel seca y malos olores.

### Skimmers

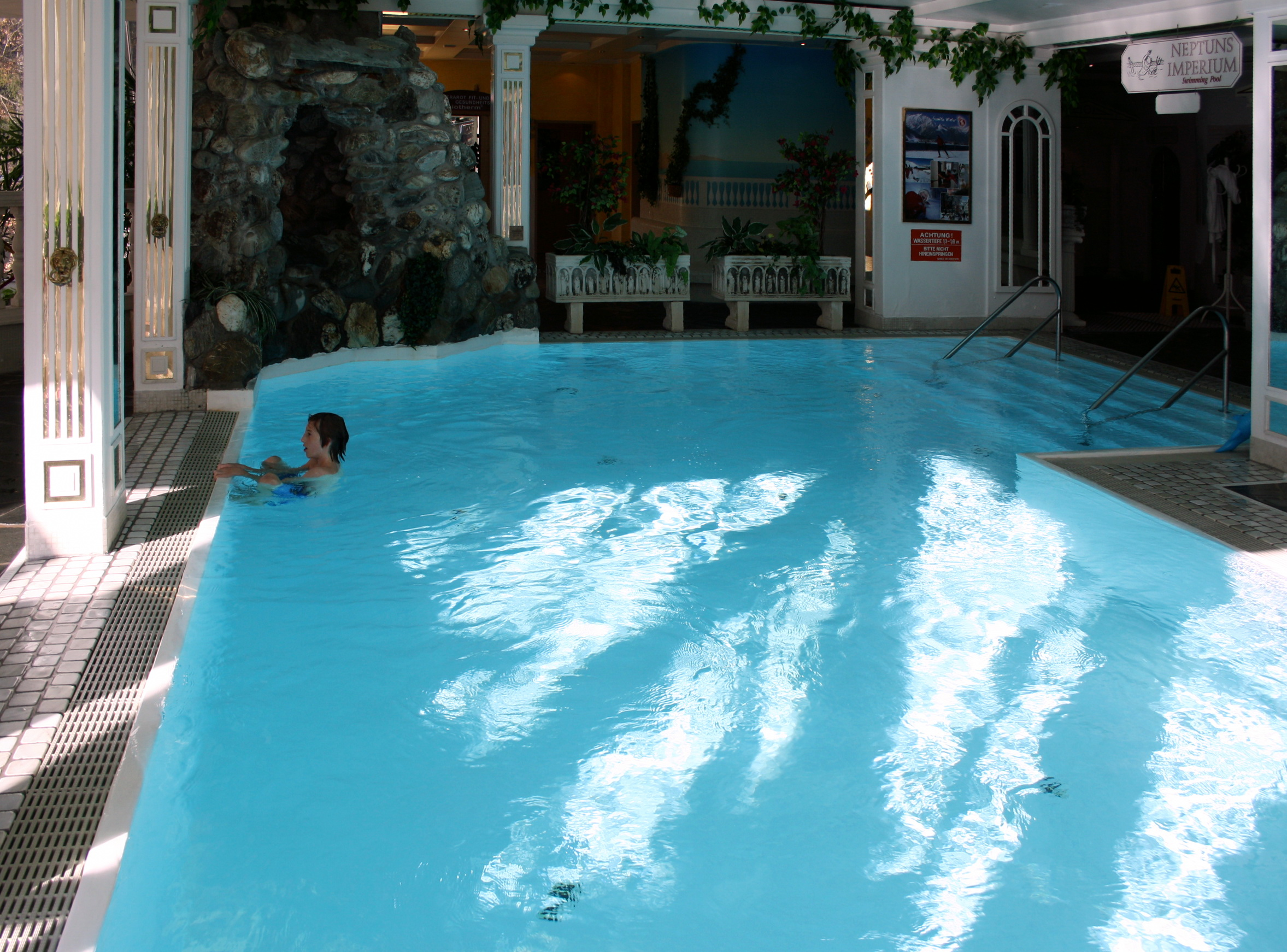
Piscina con skimmer lateral

El agua normalmente se extrae de la piscina a través de una abertura rectangular en la pared, conectada a través de un dispositivo instalado en una (o más) paredes de la piscina. Se accede a las partes internas del skimmer desde la cubierta de la piscina a través de una tapa circular o rectangular, de aproximadamente un pie de diámetro. Si la bomba de agua de la piscina está operativa, el agua se extrae de la piscina a través de un vertedero flotante con bisagras (que opera desde una posición vertical a un ángulo de 90 grados lejos de la piscina, para evitar que las hojas y los escombros se inunden en la piscina por la acción de las olas), y hacia abajo en una "canasta de skimmer" extraíble, cuyo propósito es atrapar hojas, insectos muertos y otros desechos flotantes más grandes.

#### Calentadores
Otro equipo que puede ser opcional en el sistema de recirculación es un calentador de agua para piscina. Pueden ser bombas de calor, calentadores de gas natural o gas propano, calentadores eléctricos, calentadores de leña o calentadores solares de panel de agua caliente, cada vez más utilizados en el diseño sostenible de piscinas.

#### Equipo adicional
Los desvíos a sistemas electrónicos de oxidación, los sistemas de ionización, los sistemas de desinfección microbiana con lámpara ultravioleta y los "Tri-Clor Feeders" son otros sistemas auxiliares para el saneamiento de piscinas -así como los paneles solares- y en la mayoría de los casos se requiere colocarlos después de los equipos de filtración, siendo muchas veces los últimos elementos colocados antes de que el agua regrese a la piscina.

## Otras características

### Amenidades recreativas
Las características que forman parte del sistema de circulación de agua pueden ampliar las necesidades de capacidad de tratamiento para los cálculos de tamaño y pueden incluir: arroyos y cascadas artificiales, fuentes en la piscina, bañeras de hidromasaje y spas integrados, toboganes y esclusas de agua, "playas de guijarros" artificiales, asientos sumergidos como repisas de banco o como "bancos" en los bares de la piscina, piscinas de inmersión y piscinas para niños poco profundas.